# 布赖登巴赫
布赖登巴赫（德語：Breidenbach）是德国黑森州的一个市镇。总面积44.83平方公里，总人口6804人，其中男性3459人，女性3345人（2011年12月31日），人口密度152人/平方公里。